# الحد الديناميكي الحراري
الحد الديناميكي الحراري أو الحد العياني لنظام في الميكانيكا الإحصائية هو الحد لعدد كبير من الجسيمات N (الذرات أو الجزيئات) حيث يتناسب نمو حجم النظام مع عدد الجسيمات المكونة له و يتم تعريف الحد الديناميكي الحراري على أنه حد نظام ذي حجم كبير ، مع ثبات كثافة الجسيمات المكونة له.
{\displaystyle N\rightarrow \infty ,V\rightarrow \infty ,V/N=const}
في هذا الحد تكون الديناميكا الحرارية العيانية صالحة, حيث أن التقلبات الحرارية للكميات العالمية لا تذكر ، وجميع الكميات الديناميكية الحرارية ، مثل الضغط والطاقة ، هي ببساطة اقترانات للمتغيرات الديناميكية الحرارية ، مثل درجة الحرارة والكثافة. على سبيل المثال ، بالنسبة لغاز ذو حجم كبير، فإن التقلبات في إجمالي الطاقة الداخلية تكون ضئيلة ويمكن تجاهلها ، ويمكن توقّع متوسط الطاقة الداخلية للغاز من خلال معرفة ضغطه ودرجة حرارته.
لاحظ أنه ليست كل أنواع التقلبات الحرارية تختفي في حدود الديناميكا الحرارية حيث ستظل هناك تقلبات يمكن اكتشافها (عادةً على مستويات مجهرية) في بعض الكميات التي يمكن ملاحظتها، مثل:
- تقلبات الكثافة المكانية المجهرية في ضوء تشتت الغاز (تبعثر رايلي)
- حركة الجسيمات المرئية (الحركة البراونية)
- تقلبات المجال الكهرومغناطيسي (إشعاع الجسم الأسود في الفضاء الحر ، ضوضاء جونسون نيكويست في الأسلاك)

## مُسبب الحد الديناميكي الحراري
الحد الديناميكي الحراري هو في الأساس نتيجة لمبرهنة النهاية المركزية لنظرية الاحتمالات حيث أن الطاقة الداخلية لغاز من جزيئات N هي مجموع مساهمات الترتيب N ، كل منها مستقل تقريبًا ، وبالتالي تتنبأ نظرية النهاية المركزية بأن نسبة حجم التقلبات إلى المتوسط هي من الترتيب {\displaystyle 1/N^{1/2}}.
وبالتالي بالنسبة للحجم العياني الذي يحتوي على عدد أفوجادرو من الجزيئات ، فإن التقلبات تكاد تكون لا تذكر، وبالتالي تكون الديناميكا الحرارية فاعلة. بشكل عام ، يمكن معاملة جميع الأحجام العيانية تقريبًا من الغازات والسوائل والمواد الصلبة على أنها في حد الديناميكا الحرارية.